# Рымкевич, Павел Адамович
Паве́л Ада́мович Рымке́вич (3 (15) июня 1896, Санкт-Петербург — 30 мая 1974, Ленинград) — русский писатель-фантаст, физик, ученый и преподаватель, педагог-методист, научный руководитель, инженер. Один из основоположников советской научно-фантастической литературы, один из первых из советских писателей, целиком посвятивший себя этому жанру.

## Биография

### Детство и учёба
Среди наиболее известных его работ — «Сила природы на службе человека», «Радий», «Жизнь атомов», «Теплота», «Популярные беседы о физике», «Гиганты техники», «Тайны кино», «Труд и техника», «Радио сегодня», «Радио завтра», «Говорящие машины», «Под водою и под землею», «Техническая физика», «Подготовка учителя физики к уроку: методические рекомендации», «Физика: колебания и волны: Оптика: учебное пособие», «Сборник вопросов и задач по физике для 8 — 10 классов средней школы» (соавтор), «Курс физики» и многие другие (десятки книг и сотни статей). Внёс значительный вклад в создание отечественной и зарубежной научно-просветительской и учебно-методической литературы.

## Биография

### Детство и образование
Павел Рымкевич родился в Санкт-Петербурге, в семье мелкого столичного чиновника из дворян, мать его была домохозяйкой. Отец умер когда его сыну Павлу был всего один год и он воспитывался матерью в очень тяжелых материальных условиях. Мать Рымкевича скончалась в 1930 году, когда Павлу Адамовичу было почти 33 года. Ещё будучи реалистом в возрасте 14 лет он начал давать уроки, а с 16-ти лет полностью содержал семью.
Среднее образование он получил в Санкт-Петербургскогом I Реальном училище, которое окончил в 1913 году. Осенью 1913 года РЫмкевич поступил в Петроградский Институт инженеров путей сообщения, который окончил уже после революции, в 1918 году, выполнив все дипломные проекты со званием инженера путей сообщения. Ещё в бытность студентом, он особенно интерерсовался физикой и гидравликой, занимался под руководством профессора Н. А. Гезехуса, по совету которого посещал лекции О. Д. Хвольсона в Университете. Хвольсон обратил внимание на молодое дарование, по его совету и под непосредственной редакцией физика Рымкевич написал одну из своих первых книг — «Силы природы» на службе человека».

### Служба в армии
В Императорской армии Рымкевичу служить не пришлось, но в Красной армии был с 1919 по 1927 год преподавателем физики и главным руководителем в школе ВОСО им. Фрунзе, а часть времени — начальником учебной части.

### Техническая деятельность
Технической деятельностью Павел Адамович начал заниматься сразу по окончании института с 1918 по 1922 годы, совмещая её с педагогической — он был в тот период преподавателем физики в 4-й советской трудовой школе Смоленского района.
Интересуясь гидравликой, он работал главным образом в исследованиях водных путей сообщения, занимая должности:
1. Инженер для технических занятий в исследовании реки Печора.
2. Начальник партии по исследованию реки Ока.
3. Заместитель начальника геодезических работ на реке Волхва.
4. Начальник невской партии.
5. Начальник изысканий Волжско-Днепровского водного пути.
6. 1-й заместитель начальника изысканий железно-дорожной линии Московского района — Ухта.
С 1922 года инженерную деятельность оставил, перейдя исключительно на педагогическую работу.

### Педагогическая деятельность
Вся жизнь Рымкевича Павла Адамовича была связана с педагогической работой. Начав давать частные уроки в 14-ти летнем возрасте, он вел эту работу до 1918 года, чем содержал семью, а весной 1918 года, молодой преподаватель физики поступил на работу в новую 4-ю Советскую Трудовую школу Смольного района (бывшую гимназию Нехорошевой), проработав в ней около 4 лет, а также ещё два с половиной года в 39 Трудовой школе (бывшем Павловском Институте). В 1919 году поступил преподавателем физики в Красный Техникум Инструкторов труда, где был деканом строительного отделения. После слияния техникума со школой военных сообщений при Институте инженеров путей сообщения (ИИПС), состоял главным руководителем по физике этой школы и одновременно заведовал её учебной частью, вплоть до 1927 года.
В 1933 году получил звание профессора.
В 1931—1937, 1939—1941, 1945—1967, 1968—1970 гг. — заведующий кафедрой физики Ленинградского института (инженеров) водного транспорта.
В 1945—1948 гг. — профессор кафедры методики преподавания физики в Ленинградского государственного педагогического института им. А. И. Герцена.

### Издательская и популяризаторская деятельность
С 1920 по 1930 годы вел популяризаторскую работу. Уже к тому моменту написал около 20 научно-популярных книг и десятки статей в журналах. Некоторые книги имели успех и выдержали ряд переизданий крупным тиражом.
Под редакцией Рымкевича в издательствах «Полярная Звезда» и «Прибой» вышло много научно-популярных книг. Редактировал популярно-научные отделы в газете «Смена» и журнале «Юный Пролетарий».
Прочел с успехом около 1000 лекций почти во всех крупных городах СССР. Например в Москве, в Политехническом музее с 1923 по 1926 годы более 30 раз читал лекцию только по одной тематике. Хотя после занятия популяризаторской деятельностью он снизил лекционную нагрузку, но продолжал выступать какое-то время в Домах Культуры и лекториях. В 30-е читал по радио лекции о строении материи.

### Научно-исследовательская и изобретательская деятельность
Павлом Рымкевичем был сконструирован волюминометр собственной системы (авторское свидетельство № 33313). Экспертиза ВОТИ признала его лучшим из существовавших на тот момент волюминометров. Ряд статей о приборе был размещен Рымкевичем в различных периодических изданиях.
Так же им был сконструирован вискозиметр его же системы (авторское свидетельство № 37382).
Под его руководством, только в 30-е, рядом выдающихся научных деятелей СССР были проделаны работы:
1. Ассистент Васильев « О применении формулы Фурье и Пекле для определения теплопроводности строительных материалов» (признана в качестве кандидатской)
2. Ассистент Ломашевский «Теплоемкость и теплопроводимость грунтов» (признана в качестве кандидатской)
3. Ассистент Павлов «Прибор для определения теплопроодимостей строительных материалов» (признана в качестве кандидатской)
4. Владыкин «Вязкость смазочных масел» (признана в качестве кандидатской)
5. Совместно с Н. Н. Вороновым «Система размерностей период-длина волны»

## Область научных интересов, писательская деятельность, значение в науке
Физик, педагог, методист, популяризатор науки. Автор научно-популярной литературы, научных трудов и многократно переизданных учебников и сборников задач по физике, видный специалист по методике преподавания физики в школах и вузах. Член авторского коллектива П. А. Знаменского при создании задачника. Наиболее известен задачником по физике для старшей школы, который пришёл на смену задачнику П. А. Знаменского и был продолжен сыном Рымкевича, Андреем Павловичем. Автор более 160 научных и учебно-методических трудов. Соавтор «Сборника вопросов и задач по физике для 8 — 10 классов средней школы», переведенного на многие языки. Автор фантастических рассказов.
Доктор педагогических наук. Профессор (1920) ЛИИЖТ. Профессор (1930) ЛИИВТ. Профессор (1937) Л ТИИПС.

## Смерть
Умер 30 мая 1974 года в Ленинграде. Похоронен на Северном кладбище Санкт-Петербурга.

## Семья
Жена — Березина Людмила Ивановна
Сын — Рымкевич, Андрей Павлович. Ученый-физик, педагог.

### Основные труды
- Рымкевич П. А. Жизнь атомов: (Популярное изложение учения о строении вещества). Пг.: Полярная звезда, 1923. 100 с.
- Рымкевич П. А. Чудеса XX века: (Труд и техника). Изд. 3. Л.: Рабочее издательство «Прибой», 1925. 280 с.
- Рымкевич П. А. Гиганты техники. Л.: Сектор «Юный пролетарий» Рабочего изд-ва «Прибой», 1925. 170 с.
- Рымкевич П. А. Тайны кино. Л.; М.: Петроград, 1926. 31 с.
- Рымкевич П. А. Полчаса в Нью-Йорке. Л.; М.: Петроград, 1926. 31 с.
- Рымкевич П. А. Рабочая книга по молекулярной физике: [Учеб. пособие для ВТУЗов]. Л.: КУБУЧ, 1931. 100 с.
- Рымкевич П. А. Техническая физика. Л.; М.: ГТТИ, 1932.
- Рымкевич П. А. Подготовка учителя физики к уроку: методические рекомендации. М.: Изд-во Акад. пед. наук РСФСР, 1949. 64 с.
- Рымкевич П. А. Организация повторения курса физики в 10-м классе: в помощь учителю средней школы. Л.: Учпедгиз. Ленингр. отд-ние, 1954. 79 с.
- Рымкевич П. А. Вопросы гидро- и аэродинамики в курсе физики средней школы: пособие для учителя. М.: Учпедгиз, 1959. 72 с.
- Рымкевич П. А. Физика: колебания и волны: Оптика: учебное пособие. Л.: [б. и.], 1963. 251 с.
- Рымкевич П. А., Емельянов Ф. С., Рымкевич А. П. Сборник вопросов и задач по физике: Для старш. классов сред. школы: Пособие для учителя / Под ред. проф. П. А. Рымкевича. М.: Просвещение, 1964. 206 с.
- Рымкевич П. А. Физика: учебное пособие для классов с ускоренным сроком обучения: (Курс восьмилет. школы). М.: Просвещение, 1964. 216 с.
- Рымкевич П. А. Курс физики: [Для инж.-экон. специальностей вузов]. М.: Высш. школа, 1968. 552 с.
- Рымкевич А. П., Рымкевич П. А. Сборник задач по физике: для 8-10-х кл. сред. шк. 5-е изд. М.: Просвещение, 1980. 160 с.
- Рымкевич П. «Дважды умерший»: Фантастические Рассказы из журналов «Юный пролетарий», «Мир приключений» и «Друг радио». Leo, 2019. 114 с. [Электронное литературно-художественное издание]